# Liste des bretelles de Belgique
Les bretelles en Belgique sont de courts tronçons de route qui relient généralement une autoroute à une route nationale ou un centre-ville.
Elle peut être de type route nationale, voie rapide ou autoroutier.

## Numérotation
La numérotation est toujours de trois chiffres, le premier correspond à l'indicatif provincial (de 1 à 9, selon les neuf anciennes provinces et dans l'ordre alphabétique en français).

## Liste

### Province d'Anvers

#### B101

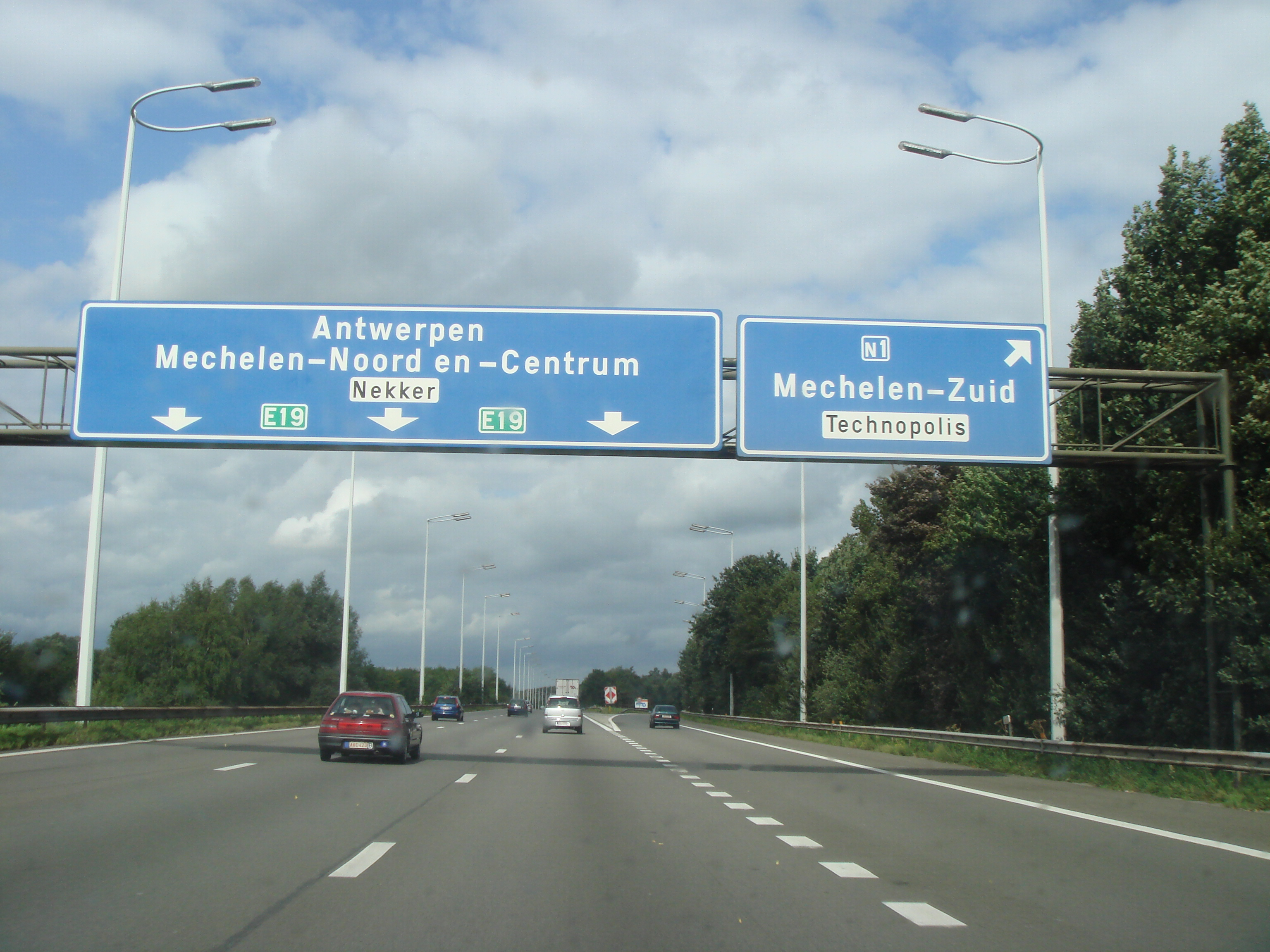
Sortie 10 (Mechelen-Zuid)

La bretelle B101 est une bretelle desservant le sud de Malines à partir de la sortie 10 (Mechelen-Zuid) de l'autoroute belge A1 (E19). D'une longueur de 1,5 km, elle est de part et d'autre constituée de deux demi-échangeurs.
Celle-ci a été inaugurée en 1969 et devait servir de liaison rapide et sans croisements entre l'autoroute et la N1. La bretelle est toutefois désormais entrecoupée par un carrefour giratoire servant à desservir un parc d'activités économiques et le Technopolis.

### Province de Flandre-Orientale

#### B401

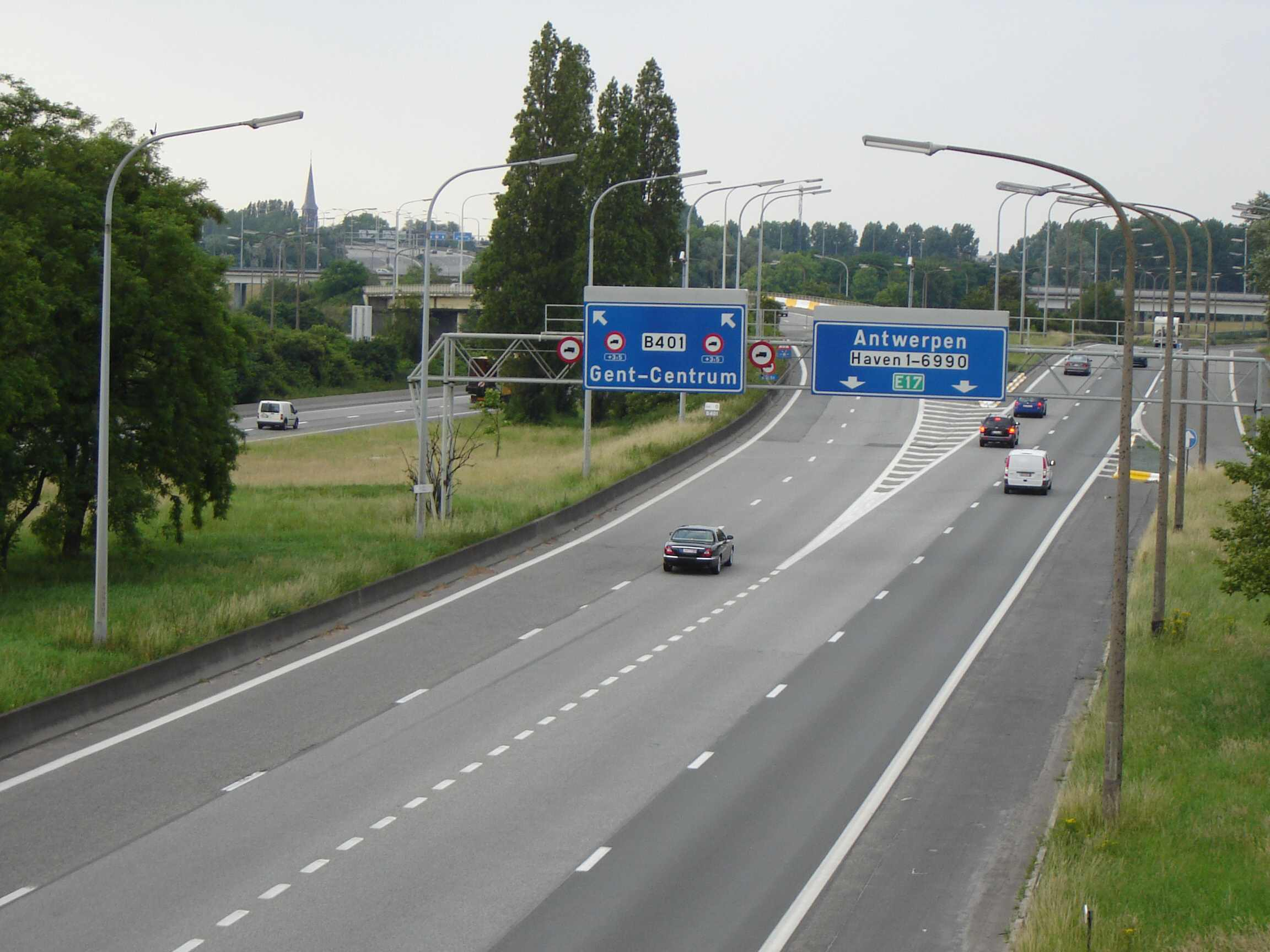
Début de la bretelle au niveau du croisement avec la A14 (E17)

La bretelle B401 est un morceau d'autoroute de liaison reliant le centre-ville de Gand au niveau du Parc Roi Albert à l'A14 (E17). Celle-ci totalise une longueur de 3,1 km.
Inaugurée en octobre 1972, elle a pour vocation de servir de liaison rapide et ininterrompue entre l'autoroute et le centre. De surcroît, celle-ci permet d'accéder aux boulevards d'enceinte de la ville (R40) à partir de la sortie 1, Ledeberg. La bretelle est composée d'un long viaduc qui a nécessité de lourdes rénovations dans le courant de l'année 2014.

### Province de Hainaut

#### B501
La bretelle B501 est un morceau d'autoroute de liaison reliant le centre-ville de Mons (porte du Parc), à la sortie 24 (Mons) de l'A7 (E19). Celle-ci totalise une longueur de 2,1 km.
Inaugurée en 1970, elle a pour vocation de servir de liaison rapide et ininterrompue entre l'autoroute et le centre. De surcroît, celle-ci est dotée d'un échangeur permettant d'accéder à la fois à la N50 (Mons – Courtrai – Bruges), au centre commercial des Grands Prés et à l'Imagix. Un réaménagement de la fin de la bretelle a été effectué dans le courant des années 2000 par la construction d'un nouveau carrefour giratoire surplombant le boulevard du petit ring.

### Province de Liège

#### B601
La bretelle B601 est une bretelle desservant Tiège (Jalhay) depuis la sortie 8 (Spa) de l'autoroute belge A27 (E42). D'une longueur de 1,8 km, elle commence d'une part d'un échangeur en trompette et se termine de l'autre part sur un carrefour giratoire. Celle-ci a été inaugurée partiellement en 1982  (en direction de Verviers) et sert de liaison rapide à l'autoroute depuis la N629 (vers Spa) et la N640.

#### B602

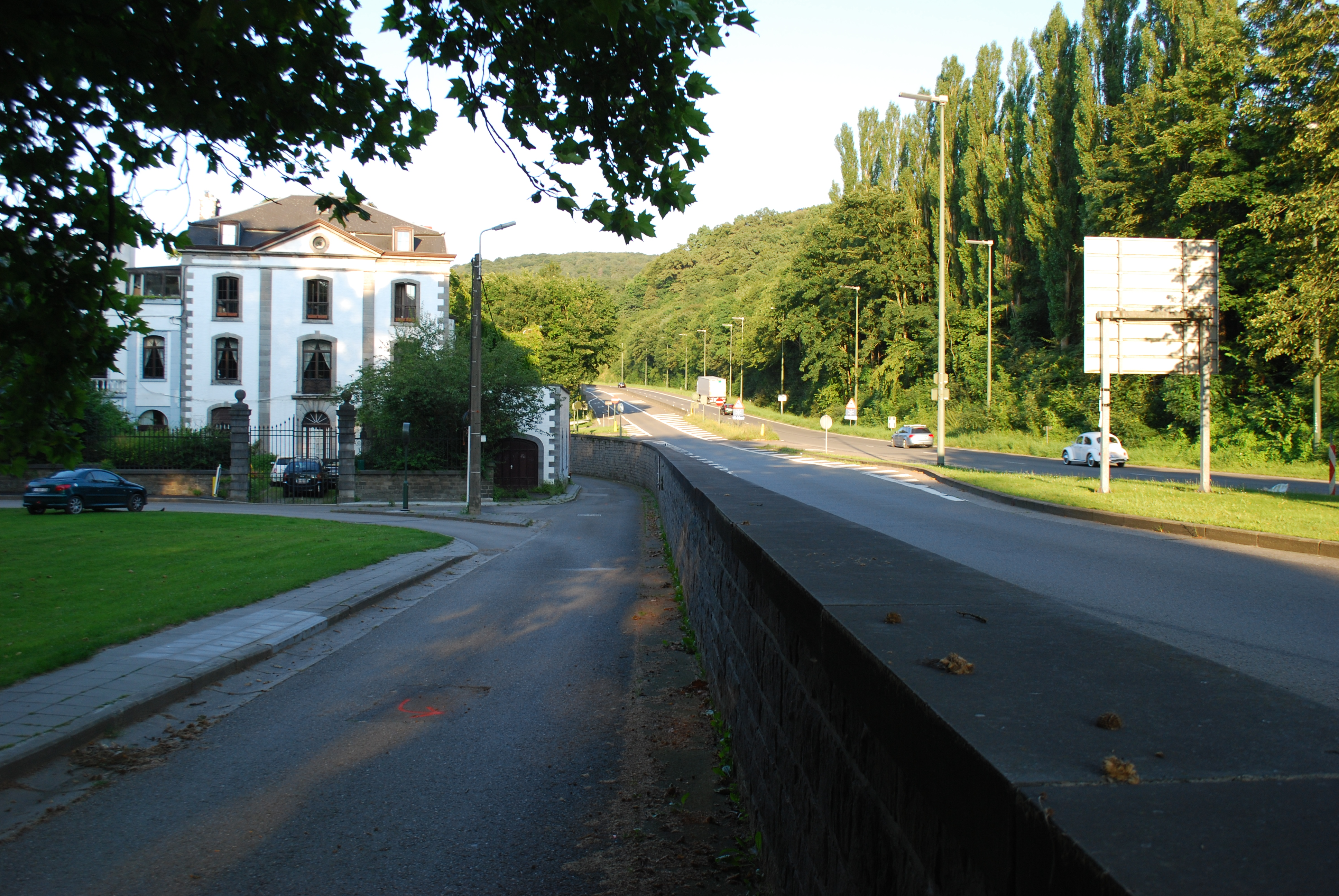
Début de la B602 au niveau de Tilff

La bretelle B602 est une bretelle desservant Tilff (Esneux) depuis la sortie 41 (Tilff) de l'autoroute belge A26 (E25). D'une longueur de 1,6 km, elle commence d'une part d'un demi-échangeur et se termine de l'autre part sur un carrefour giratoire. Celle-ci a été inaugurée en 1976 et sert de liaison rapide à l'autoroute depuis la N633 continuant vers la N63 (E46) reliant Liège à Marche-en-Famenne.

### Province de Namur

#### B901
La bretelle B901 est une bretelle de liaison desservant le sud de Namur à partir de la sortie 15 (Namur-Sud) de l'autoroute belge A4 (E411). D'une longueur de 1,6 km, elle est de part et d'autre constituée de deux demi-échangeurs.
Composée de trois bandes dans chaque direction, celle-ci a été inaugurée en 1973 et devait servir de liaison rapide et sans croisements entre l'autoroute et la N90 longeant la rive droite de la Meuse. La bretelle est toutefois désormais entrecoupée par un croisement visant à desservir un parc d'activités économiques et de bureaux (Office Park).